# The Asian Angel
The Asian Angel (en japonés: アジアの天使, Hepburn: Ajia no Tenshi) es una película de 2021 escrita y dirigida por Yuya Ishii y protagonizada por Sosuke Ikematsu y Choi Hee-seo. La historia sigue a un hombre japonés que busca una nueva vida en Corea del Sur. La película se rodó exclusivamente en Corea del Sur con actores japoneses y coreanos, y la narrativa gira en torno a la idea de superar las barreras culturales para comenzar nuevos capítulos en la vida. Tsuyoshi, un padre soltero y novelista con dificultades, termina en el camino con su hermano y otros vagabundos; mientras navegan por sus diferencias y sus futuros, el grupo finalmente encuentra modos de conexión profunda a pesar de los conflictos culturales y lingüísticos.
The Asian Angel se estrenó como la película de clausura del Festival de Cine Asiático de Osaka de 2021. La película fue seleccionada para ser proyectada en el 20º Festival de Cine Asiático de Nueva York. Ikematsu, quien desempeña el papel protagónico, también fue seleccionado para uno de los tres premios Rising Star Asia del festival. 

## Argumento
Tsuyoshi, un novelista japonés viudo, lleva a su hijo pequeño Manabu a Seúl para trabajar con el hermano mayor de Tsuyoshi, Toru. Descubren que Toru se gana la vida de forma turbia exportando cosméticos ilegalmente. La situación empeora cuando el socio de Toru roba las ganancias y se escapa. Toru sugiere otra fuente de ganancias y el trío se va al campo. Finalmente conocen a Seol, una cantante coreana cuya música no se vende y cuyo jefe la está presionando para que tenga una relación no deseada. Después de que Seol es abandonada repentinamente por su agencia, ella y su hermana terminan en el mismo tren que los hermanos japoneses, y finalmente terminan viajando juntas. Un romance sutil comienza a surgir entre Tsuyoshi y Seol, complicado en cierta medida por las barreras culturales y de comunicación y los efectos del pasado. La historia también tiene elementos sobrenaturales, con Tateto Serizawa interpretando el papel de un ángel en la película.

## Elenco
- Sosuke Ikematsu como Tsuyoshi Aoki
- Choi Hee-seo como Choi Seol
- Joe Odagiri como Toru Aoki
- Kim Min-jae como Choi Jung-woo
- Kim Ye-eun como Choi Bom
- Ryo Sato como Manabu Aoki
- Tateto Serizawa como el ángel
- Ji Ja-hye como tía
- Jang Hee-ryung como Tae-yeon
- Seo Dong-gab como Lee Dong-hee
- Park Jung-bum como Jung-mo